# رقص کینتوری
رقص کینتوری (به گرجی: კინტოური) از جمله رقص‌های فولکلوریک اهالی گرجستان است.و یکی از رقص‌های شهری یادآور تفلیس قدیم است.نام این رقص از کینتوس ها تاجرهای خرده پای تفلیس قدیم است. آنها لباسی سیاه رنگ با شلواری گشاد به تن می کردند و اغلب در شهر کالای خود را که مواد غذایی بود را روی سر حمل می کردند. وقتی مشتری کالای خود را انتخاب می کرد، کینتوس‌ها از کمر خود شالی ابریشمی در آورده و با آن توزین می کردند. کینتوس‌ها به حیله گری و شوخ بودن، چابکی و بی تشریفاتی بودن مشهور بودند. این ویژگی‌ها در رقص کینتوری نیز مشهود است. 